# دیزنی‌لند
پارک تفریحی دیزنی‌لند (به انگلیسی: Disneyland Park) یا دیزنی‌لند، نخستین پارک از دو پارک موضوعی است که در استراحتگاه دیزنی‌لند در آناهیم، کالیفرنیا ساخته شده‌است و در ۱۷ ژوئیه ۱۹۵۵ افتتاح شد. این تنها پارک موضوعی است که تحت نظارت مستقیم والت دیزنی طراحی و ساخته شده‌است. این پارک در ابتدا تنها جاذبه در این مکان بود. نام رسمی آن به پارک دیزنی‌لند تغییر کرد تا آن را از مجموعه در حال گسترش در دهه ۱۹۹۰ متمایز کند. این نخستین پارک موضوعی دیزنی بود.
«دیزنی لند شادترین مکان روی زمین است»؛ این جمله شعار این شهربازی است.

## دیزنی لند کجاست؟
در میانه دهه ۳۰ و ۴۰ میلادی والت دیزنی پس از بازدید از پارک‌های تفریحی مختلف با دخترانش به نخستین ایده ساخت دیزنی لند رسید. او در ابتدا در نظر داشت تا یک مکان تفریحی در مجاورت استودیوهای خود در بربنک کالفیرنیا بسازد اما خیلی زود متوجه شد که مکان پیشنهادی بسیار کوچک است. پس از تحقیقات مختلفی والت دیزنی سایتی در نزدیکی آناهیم در سال ۱۹۵۳ را خریداری کرده و ساخت و ساز پارک را در سال ۱۹۵۴ آغاز نمود.
دیزنی لند مکانی برای تفریح و زندگی کردن در کنار شخصیت‌های معروف کارتون‌های دیزنی است که نمی‌توان محدوده سنی خاصی برای آن تعیین کرد و از پیر تا جوان و کودک همگی شیفته فضای منحصر به فرد دیزنی لند هستند. این پارک مجموعه‌ای از سرزمین‌های مختلف با موضوعات و نام‌های متفاوت است که در هر کدام دیزنی شما را به سفری به سوی هیجان و شادی دعوت می‌کند.

### خیابان اصلی، ایالات متحده آمریکا
سرزمین آمریکایی دیزنی لند از یک شهر معمولی در غرب میانه کشور آمریکا در اوایل قرن بیستم الگوبرداری شده‌است. طرح اصلی این سرزمین از زادگاه والت دیزنی، مارسلین میسوری الهام گرفته‌است. این سرزمین رؤیایی دیزنی لند دارای یک ایستگاه قطار، میدان شهر، سینما، سالن شهر، آتش‌خانه با موتور پمپ بخار، فروشگاه، مغازه‌ها، پاساژها، اتوبوس دو طبقه، تراموا با اسب، و جیتنی است.
خیابان اصلی همچنین محل خانه گالری هنری دیزنی و خانه اپرا است که لحظات عالی با آقای لینکلن را به نمایش می‌گذارد، نمایشی که نسخه صوتی-انیماترونیک رئیس‌جمهور را به نمایش می‌گذارد. در انتهای خیابان اصلی، ایالات متحده قلعه زیبای خفته، مجسمه شرک و میدان مرکزی قرار دارد که همانند درگاهی برای دیگر سرزمین‌های موضوعی است. طراحی خیابان اصلی، ایالات متحده آمریکا از تکنیک پرسپکتیو اجباری برای ایجاد توهم ارتفاع استفاده می‌کند.

### سرزمین ماجراجویی
Adventureland یا سرزمین ماجراجویی برای بازسازی حس یک مکان گرمسیری عجیب و غریب در منطقه ای دور از جهان طراحی شده‌است. والت دیزنی در مورد این سرزمین گفته‌است: «برای ایجاد سرزمینی که این رؤیا را به واقعیت تبدیل کند، ما خود را دور از تمدن، در جنگل‌های دورافتاده آسیا و آفریقا تصور کردیم.»

جاذبه‌های این سرزمین عبارتند از کروز جنگلی، ماجراجویی ایندیانا جونز و خانه درختی تارزان که تبدیل به خانه درختی خانواده سوئیسی از فیلم خانواده رابینسون والت دیزنی شده‌است. اتاق تیکی طلسم شده والت دیزنی که در ورودی سرزمین ماجراجویی واقع شده‌است، اولین جاذبه ای بود که از Audio-Animatronics، یک هماهنگ سازی کامپیوتری صدا و رباتیک استفاده کرد.

### سرزمین مرزی
Frontierland یا همان سرزمین مرزی نمایش دهنده صحنه‌ای از روزهای پیشگامی مرز کنونی آمریکا است. به گفته والت دیزنی، “همه ما دلیلی داریم که به تاریخ کشورمان افتخار کنیم، که توسط روح پیشگام پدرانمان شکل گرفته‌است. ماجراجویی‌های ما طوری طراحی شده‌اند که به شما این احساس را بدهد که حتی برای مدت کوتاهی در طول روزهای پیشگام بودن کشورمان زندگی کرده‌اید.

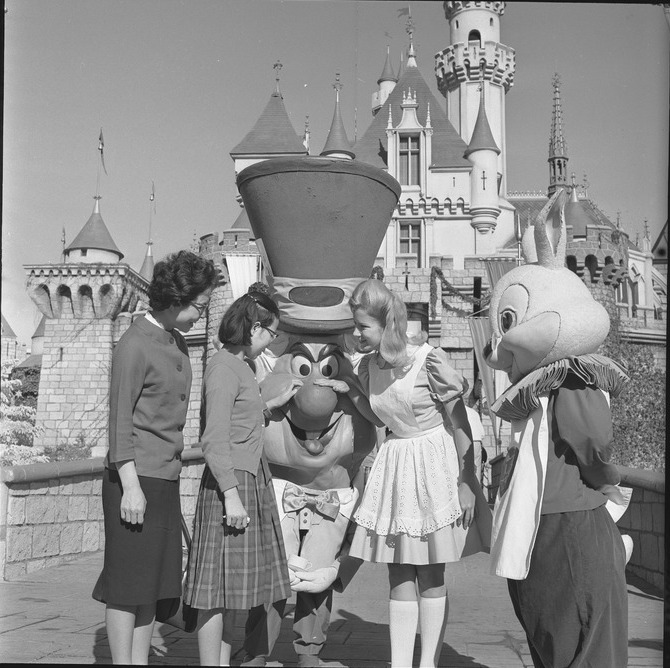

میدان نیواورلئان بر اساس شهر نیواورلئان قرن نوزدهمی است که نخستین طرح آن در ۲۴ ژوئیه ۱۹۶۶ افتتاح شد. از فضاها و تفریح‌های مختلف این بخش می‌توان به خانه دزدان دریایی کارائیب و عمارت خالی از سکنه با داستان ترسناک خود و سرگرمی‌های متفاوتش اشاره کرد. با ورود به این سرزمین می‌توانید وارد کلاب خصوصی ۳۳ شوید و در فضای خاص آن نهار خود را میل کنید.
سرزمین مرزی محل زندگی گروه سرخپوستان Pinewood از بومیان آمریکایی انیماترونیک است که در سواحل رودخانه‌های آمریکا زندگی می‌کنند. سرگرمی‌ها و جاذبه‌های این سرزمین عبارتند از:ترین هوایی Big Thunder Mountain، قایق رودخانه مارک تواین، کشتی بادبانی کلمبیا و لانه دزدان دریایی در جزیره تام سایر. همچنین در این سرزمین خانه دیدنی نعل اسب طلایی که یک کاخ نمایشی به سبک غرب قدیمی است، قرار دارد.

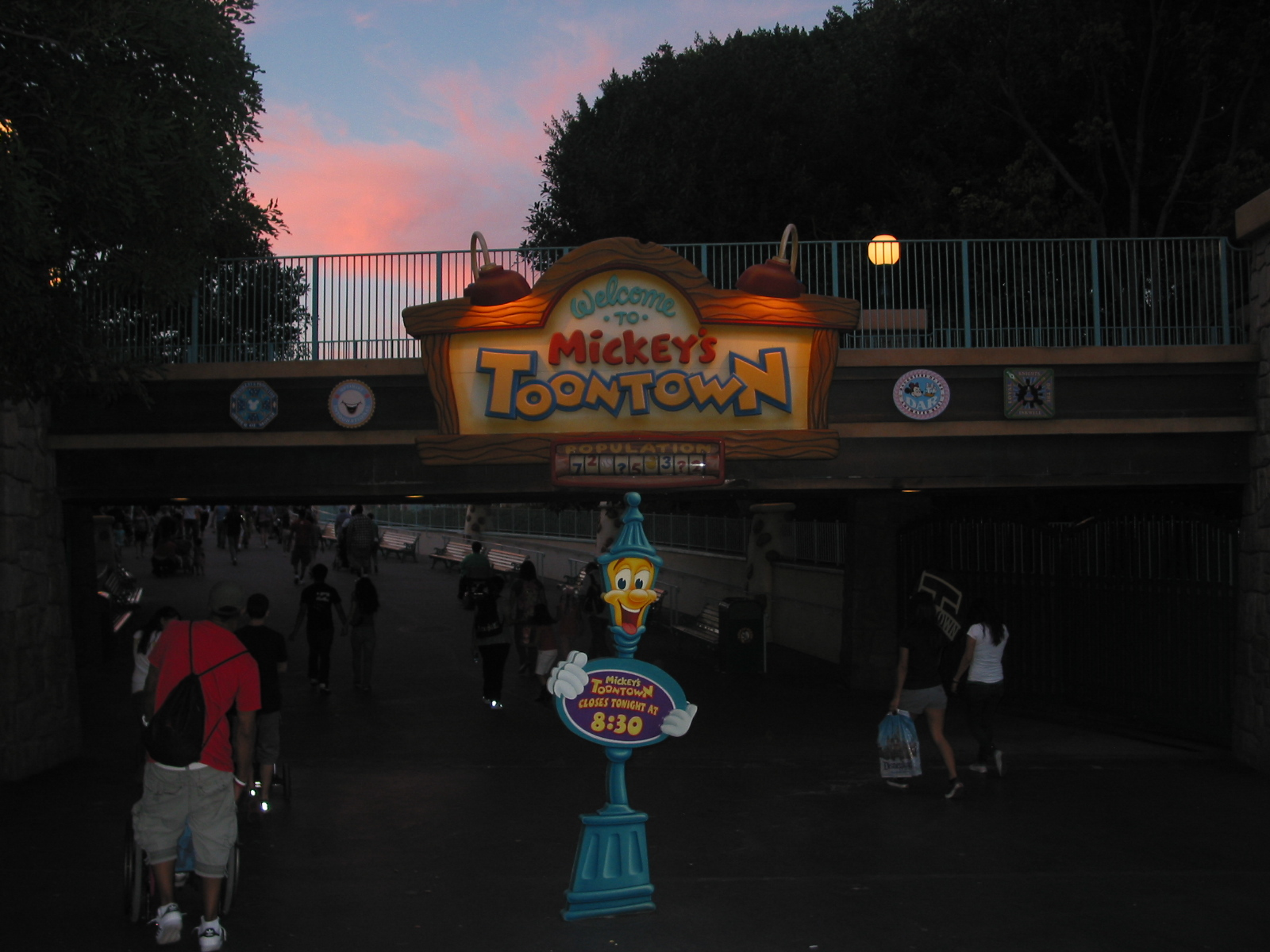

شهر عروسکی میکی ماوس و دوستانش در سال ۱۹۹۳ افتتاح شد. این سرزمین زیبای دیزنی لند تا حدودی از تون تاون در حومه لس آنجلس در اکران فیلم تاچ استون پیکچرز در سال ۱۹۸۸ الهام گرفته شد. Mickey’s Toontown بر اساس زیبایی‌شناسی کارتونی در دهه ۱۹۳۰ ساخته شده‌است و محبوب‌ترین شخصیت‌های کارتونی دیزنی را در خود جای داده‌است.
تون تاون دارای دو جاذبه اصلی است: Gadget’s Go Coaster و Roger Rabbit’s Car Toon Spin. در این شهر همچنین خانه‌های شخصیت‌های کارتونی مانند خانه میکی موس، مینی ماوس، گوفی و همچنین قایق دونالد داک است.

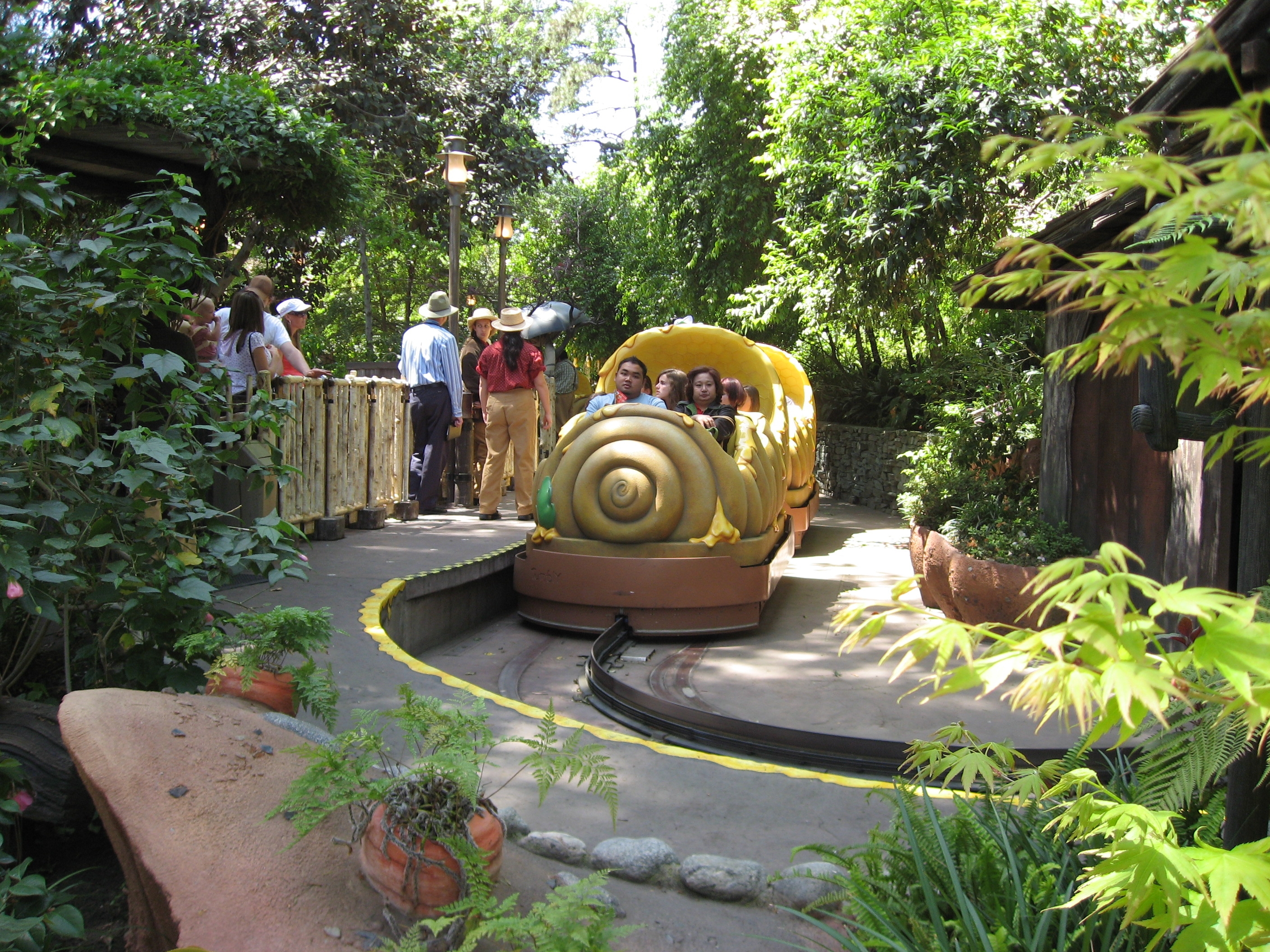

### جنگ ستارگان: لبه کهکشان
دنیای جنگ ستارگان در دهکده Black Spire Outpost در سیاره مرزی دورافتاده Batuu می‌گذرد. این مجموعه که به تازگی به دیزنی لند اضافه شد محلی مخصوص شیفتگان مجموعه داستانی جنگ ستارگان است.

### سرزمین عجایب
سرزمین فانتزی یا عجایب منطقه ای از دیزنی لند است که والت دیزنی دربارهٔ آن گفته‌است: “چه کودکی رؤیای پرواز با پیتر پن بر فراز لندن مهتابی یا غلتیدن در سرزمین عجایب مزخرف آلیس را ندارد؟ در سرزمین فانتزی، این داستان‌های کلاسیک دوران کودکی همه برای آنان به واقعیت تبدیل شده‌است.
Fantasyland در اصل به سبک قرون وسطایی اروپا طراحی شده بود، اما بازسازی آن در سال ۱۹۸۳ آن را به یک دهکده باواریایی تبدیل کرد. جاذبه‌های این سرزمین شامل چندین اتاق یا سالن وحشت، چرخ فلک شاه آرتور و جاذبه‌های مختلف خانوادگی است.

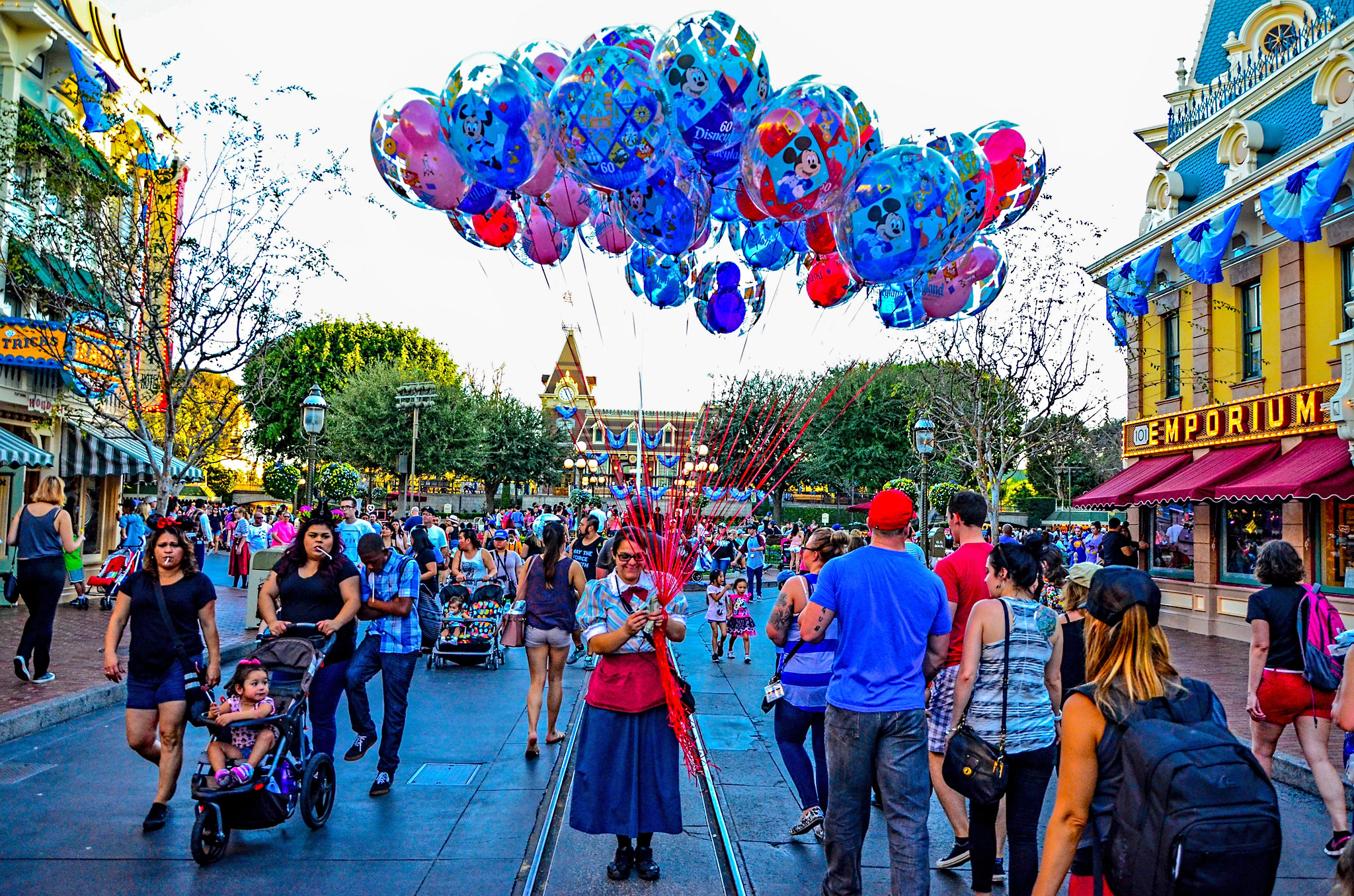

گردهمایی پرنسس‌های دیزنی و سایر شخصیت‌های محبوب این دنیا در این سرزمین و در ساعت خاصی از روز انجام شده و با نمایش‌هایی خیره کننده همراه است.

### سرزمین فردا
در خلال افتتاحیه سال ۱۹۵۵، والت دیزنی سرزمین فردا را با این کلمات معرفی کرد: «فردا می‌تواند عصر شگفت‌انگیزی باشد. دانشمندان امروز ما درهای عصر فضا را به روی دستاوردهایی باز می‌کنند که به نفع فرزندان و نسل‌های آینده ما خواهد بود. جاذبه‌های Tomorrowland طراحی شده‌اند تا به شما فرصتی بدهم در ماجراهایی شرکت کنید که طرحی زنده از آینده ما هستند.»
اولین جاذبه‌های دیدنی سرزمنی فردا شامل موشک به ماه، Astro-Jets و Autopia بود. بعداً اولین تجسم گاه سفر زیردریایی اضافه شد. این منطقه در سال ۱۹۷۶ دستخوش دگرگونی بزرگی شد تا به سرزمین فردای جدید تبدیل شود، و سپس دوباره در سال ۱۹۹۸ زمانی که تمرکز آن تغییر کرد تا موضوعی با نام «دوباره-آینده» را ارائه دهد که یادآور تصاویر ژول ورن است.

## ۷ دیزنی لند جهان را بشناسید
دیزنی لند مجموعه‌ای وسیع با تجهیزاتی خاص است که ساخت آن نیازمند طراحی و برنامه‌ریزی مشخص است. از این پار خاص تنها ۷ مورد در جهان ساخته شده‌است که سه مورد آن در آمریکا، دو مورد در چین و مابقی در ژاپن و فرانسه قرار دارد. در ادامه ۷ دیزنی لند معروف در جها را معرفی خواهیم کرد.

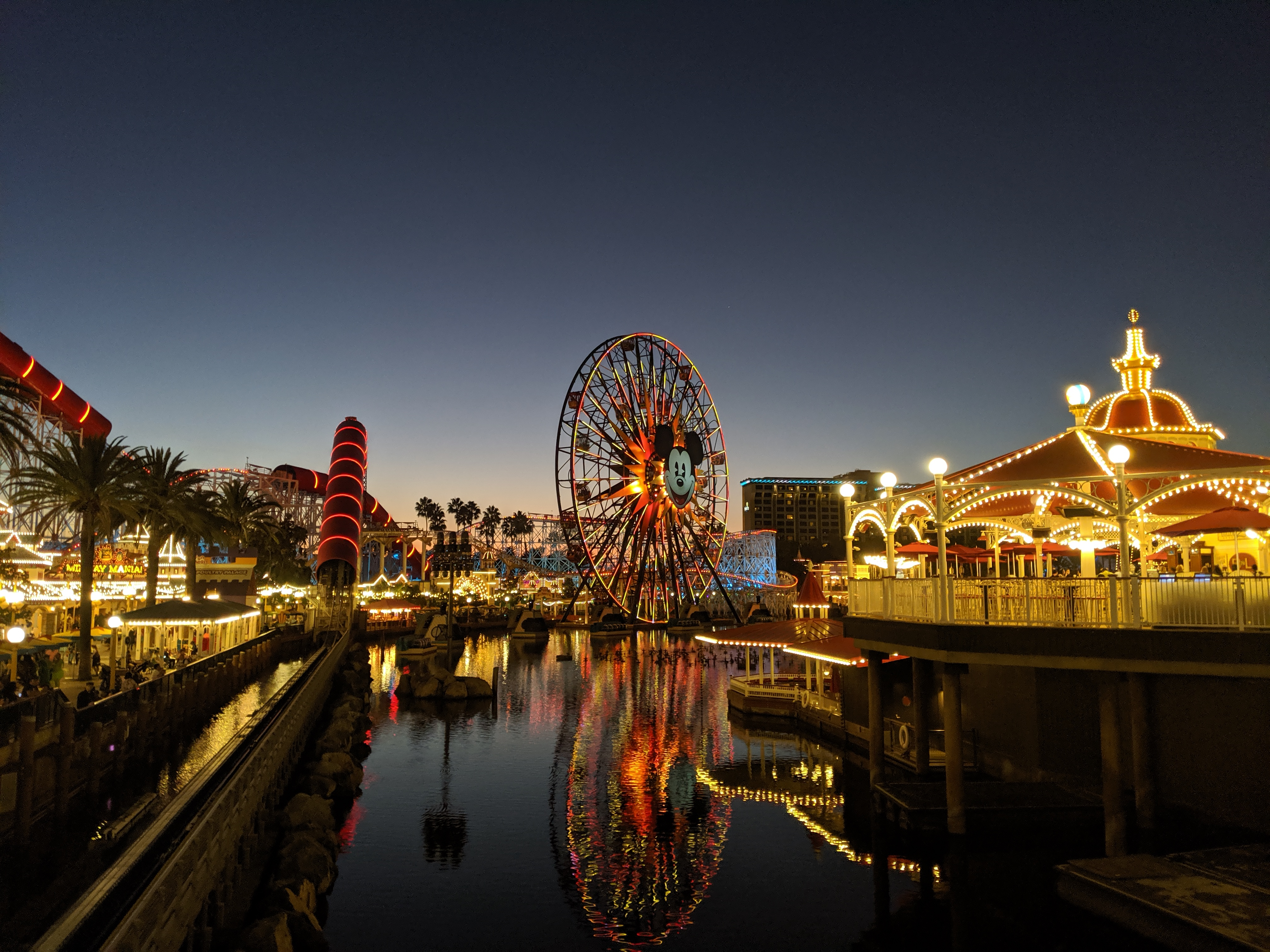

یکی از جاذبه‌های دیدنی کالیفرنیا، دیزنی لند است. این دیزنی لند اصلی‌ترین دیزنی لند در جهان است؛ زیرا اولین دیزنی لندی است که افتتاح شد. در این دیزنی لند شخصیت‌های مختلف دیزنی وجود دارند و حتی تا جای ممکن مکان‌های موجود در انیمیشن‌ها هم شبیه‌سازی شده‌اند. مین استریت بخشی از دیزنی لند است که مغازه و رستوران‌های متنوعی دارد. از سری تم‌های شبیه‌سازی شده که می‌توان در پارک به آن اشاره کرد به شرح زیر می‌باشد:
تم میدان نیواورلئانز در قرن نوزدهم، ساختمان راید تاریک در دزدان دریایی کارائیب، ادونچرلند که با خانه‌های درختی و جنگل‌های آسیایی و آفریقایی یادآور انیمیشن تارزان است و میکیز تون که عروسک‌های میکی ماوس و مینی ماوس در آن جا حضور دارند و شهرکی مشابه آنچه که در داستان بود ساخته شده‌است.
قیمت بلیت یک روزه در روز عادی (غیر تعطیل) برای دیزنی پارک کودکان ۱۲۷ دلار و برای بزرگسالان تقریباً ۱۳۵ دلار است و برای کدوکان زیر سه سال رایگان است.
توجه کنید که بلیت‌های دیزنی لند پس از ۱۳ روز منقضی می‌شوند.

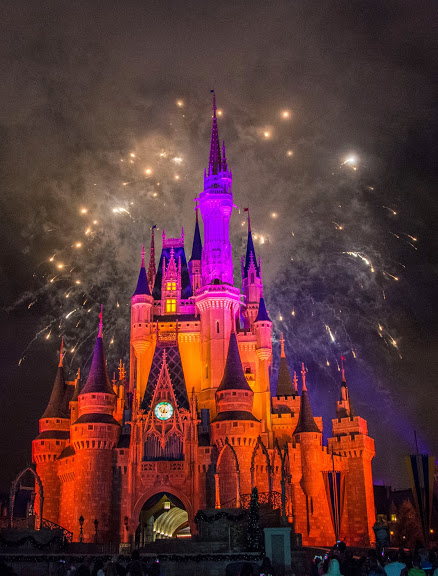

والت دیزنی ورلد یا دنیای دیزنی در فلوریدا قرار دارد و دارای ویژگی‌های جذاب و جالبی است که در ادامه قصد دارین به شما معرفی کنیم:
رستوران‌های متعدد
اگر علاقه دارید در پارک‌های دیزنی در حال خوردن سیب زمینی سرخ کرده و همبرگر باشید شنیدن این قسمت برای شما جالب خواهد بود زیرا دیزنی ورلد علاوه بر پیشرو بودن در سرگرمی، رستوران‌های درجه یک را نیز شامل می‌شود؛ به عنوان مثال: رستوران‌های JIKO
Cooking place, Flying fish, Animal kingdom lodge, Disney’s BoardWalk, Sunshine Seasones
این رستوران‌ها علاوه بر خوراکی‌های خوش‌طعم، دسرهای مطبوعی نیز دارد.
دزدان دریایی کارائیب
در هر سمت صدای تم متن آهنگ دزدان دریایی کارائیب به گوش می‌رسد. هر ساله یکی از برجسته‌ترین میزان بازدید از قسمت‌های مختلف به قسمت دزدان دریایی کارائیب تعلق دارد.
وقت گذراندن در ساحل بلیزرد یا دریاچه تیفون
از دیگر بخش‌های این پارک که کمتر به آن توجه می‌شود پارک آبی والت دیزنی ورلد است. بله! درست شنیدید، دیزنی لند علاوه بر قصر سیندرلا و همهٔ چیزهایی که قبلاً به آن اشاره شد دارای پارک آبی نیز است. دریاچه تیفون و ساحل بلیزرد از مشهورترین پارک‌های آبی در جهان است. دریاچهٔ تیفون القا کننده حس شیرین روستایی با پوشش گیاهی و رودخانه آرام است.
ماجراجویی در دنیای آواتارها
اگر از پدیده زیست تابی فقط کرم شب تاب را به خاطر دارید، باید اضافه کنیم که پدیدهٔ زیست تابی نه تنها در بین حشرات بلکه بین گیاهان نیز وجود دارد و شما در این قسمت از دیزنی لند می‌توانید از دیدن این گیاهان لذت ببرید. جزئیات در این قسمت خیره کننده است؛ این قسمت که پاندورا نام دارد پس از بازگشایی آن در سال ۲۰۱۷، دارای صف‌های طویل و طولانی اما مطمئن باشید که این انتظار ارزشش را خواهد داشت.
سفری به برج وحشت
اگر توانایی تحمل ترس را دارید و شیفته هیجان هستید حتماً ناحیهٔ توایلایت Zone Twilight دیزنی لند برای شما جذاب خواهد بود.
راز جذاب بودن دیزنی ورلد در نوع وسایل موجود در شهربازی نیست، در واقع تمرکز استادانه بر جزئیات و جلوه‌های ویژه باعث شده وسیله‌ای مانند برج وحشت Tower of Terror که در تمام شهربازی‌ها وجود دارد تبدیل به موضوعی دیدنی و جذاب شود.
بخش جذاب دیگری که در دیزنی لند وجود دارد بخش بعد چهارم Fourth Dimension است که در آن اتومبیل‌های آسانسوری به‌طور افقی حرکت می‌کنند.
کمی هیجان بیشتر
از بخش‌های هیجان انگیز تر دیگر این پارک به غیر از برج وحشت می‌توان به سامیت پلامت Summit Plummet، اکسپدیشن اورست Expedition Everest، اسپیس ماونتن Space Mountain اشاره کرد، اگر اهل هیجان و ماجراجویی هستید دیزنی لند سرزمین شماست.
دستگاه‌های بازی مختلف
اگر بخش‌های قبلی برای افرادی که به دیزنی لند می‌آیند مناسب نباشد، نگران نباشید باز هم سرگرمی‌های متنوعی برای افرادی که گزینه‌های قبلی را دوست نداشتند وجود دارد و نام این دستگاه‌ها برای جذابیت بیشتر از روی انیمیشن‌های محبوب انتخاب شده‌است؛ این موضوع به این دلیل است که بتواند بر جذابیت آن‌ها بیافزاید مانند: دامبو فیل پرنده Flying Elephant، پرواز پیترپن Peter pan’s Flight و دریا با نمو و دوستان The sea with Nemo & Friends.
پس اگر از ترسیدن کودکتان یا امنیت دستگاه‌های قبلی به هر دلیلی واهمه داشتید این قسمت می‌تواند انتخاب مناسب تری برای کودکان باشد.
سرزمین جنگ ستارگان
بخش جنگ ستارگان از بخش‌های نسبتاً جدید این پارک است، البته بهتر است در این‌جا اشاره کنیم که بخش‌های مختلف این پارک در طول سال به‌روزرسانی می‌شوند و توانایی گسترس و اضافه شدن بخش‌های جالب بیشتری به آن را دارند. قسمت جنگ ستارگان شامل دستگاه جذابی بازی فضایی است که می‌توانید به افراد بازی کمک کنید که بتوانند مأموریت خود را با موفقیت به سرانجام برسانند.
اقامت هتل‌های دیزنی
البته که هزینهٔ اقامت در دیزنی مقدار زیادی است و عملاً شما با ماندن در بیرون از دیزنی لند در مقدار زیادی از هزینه‌های خود صرفه جویی می‌کنید اما نمی‌توان منکر جذابیت و لذت حاصل از ماندن در این فضای لذت بخش شد و به جرئت می‌توان گفت تعداد کسانی که می‌خواهند در این مکان بمانند به شدت بالاست. در این قسمت اگر شما از آن افرادی هستید که ترجیح می‌دهید در مسافرت کردن و لذت بردن صورت حساب را کم‌تر در نظر بگیرید اقامت در هتل‌های دیزنی ورلد از به یاد ماندنی‌ترین گزینه‌ها است.
این هتل‌ها عبارتند از: انیمال کینگدام لاج Animal kingdom Lodge، ویلدرنس لاج Wilderness Lodge، گرند فلوریدین Grand Floridian.
هزینه خرید بلیت دیزنی لند در فلوریدا (توجه کنید که بلیت‌ها با توجه به قیمت و خدمات به انواع مختلفی تقسیم می‌شوند) برای کودکان ۱۱۹ دلار و برای بزرگسالان ۱۴۲ دلار است
این پارک اولین پارک موضوعی دریایی دیزنی در جهان است که از پارک‌های فلوریدا و کالیفرنیا الگوبرداری شده‌است و سمبل آن کوه آتشفشانی دیدنی پرومتئوس است؛ این پارک هم مانند پارک‌های قبلی شامل ادونچر لند، فانتزی لند، تون تاون یا همان شهر کارتونی، وست ورلد است با این تفاوت که قسمتهایی مثل تومورولند و بازارجهانی نیز به ان اضافه می‌شود.
تومارو لند Tomorrowland: اگر از عاشقان تکنولوژی هستید این قسمت را بسیار دوست خواهید داشت زیرا جاذبه‌های فضایی و نو را پیش روی مخاطبان خود قرار می‌دهد.
بازار جهانی World bazaar: در بخش ابتدایی ورودی یک مرکز خرید وجود دارد (چیزی همانند مین استریت در کالیفرنیا) که اقتباسی از معماری شهرهای آمریکا در اوایل قرن بیستم میلادی است.
دیزنی لند پاریس با نام دیزنی لند اروپا نیز شناخته می‌شود، این مکان در ابتدا به دلیل الگوبرداری از روی زندگی مردم آمریکا و تفریحات آن‌ها مورد توجه فرانسوی‌ها قرار نگرفت؛ اما این مکان امروزه در کنار ایفل و کاخ‌های ورسای از دیگر مکان‌هایی است که توریست‌ها از دیدن ان غافل نمی‌شوند. این دیزنی لند علاوه بر قسمت‌های دیگری که وجود دارد دارای زمین گلف و استودیوی والت دیزنی نیز هست به این دلیل که افرادی که می‌خواهند از این مکان لذت ببرند با نحوهٔ ساخت فیلم‌ها و انیمیشن‌های مختلف آشنا بشوند.
دیزنی لند پاریس از دو قسمت دیزنی لند و پارک استودیو دیزنی لند
تشکیل شده که قسمت پارک دیزنی لند شامل مواردی که در ادامه معرفی می‌کنیم می‌شود:
فرانتیرلند: این بخش مانند سواری در سفینهٔ زمان است که شامل رودخانه و کابوی‌ها است.
ادونچرلند: که همانند دیزنی لند کالیفرنیا سبک سبز و درختی دارد.
فانتزی لند: این قسمت رؤیای شیرین نه فقط بسیاری از دخترهای خردسال است که شامل بسیاری از بزرگسالان نیز می‌شود؛ این قسمت مربوط به پرنسس‌های دیزنی و دنیای خیالی آن‌ها است و بازدیدکنندگان می‌توانند از هر سنی که باشند لحظه‌ای در دنیای خیالی دیزنی زندگی کنند.
دیسکاوری لند: در این قسمت شخصیت‌های اسباب بازی بزرگ وجود دارند.

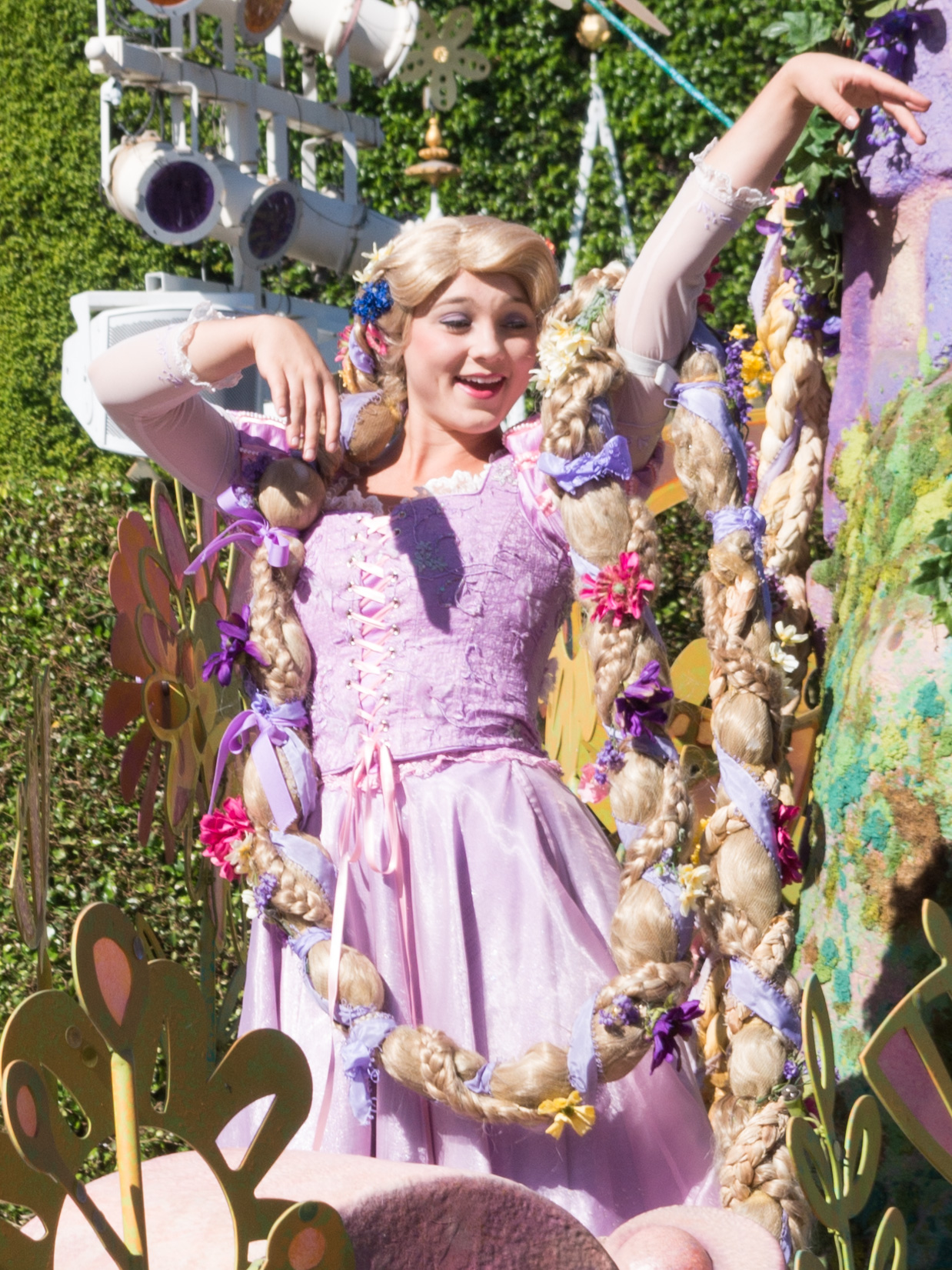

بلیت دیزنی لند پاریس به دو صورت آنلاین و حضوری خریده می‌شود و برای کودکان زیر سه سال رایگان، برای بزرگسال ۹۰ یورو و برای کودکان ۶۴ یورو اس

نام اصلی این شعبه از دیزنی لند آولانی است که در شهر ساحلی هاوایی قرار دارد. این مجموعه با سایر پارک‌های دیزنی تفاوت داشته و شامل مجموعه‌ای هتل با هدف تفریحات ساحلی، اسپا و استراحت، به ویژه برای کودکان است.
دیزنی لند هنگ کنگ کوچک‌ترین دیزنی پارک جهان به‌شمار می‌رود.
بخش مین استریت هنگ کنگ چیزی مشابه همتای خود در کالیفرنیا است و در کنار فنتسی لند سرزمینی به نام سرزمین داستان اسباب بازی‌ها وجود دارد که موضوع آن انیمیشن داستان اسباب بازی‌ها است.
یکی از بخش‌های جالب و جدید دیزنی لند هنگ کنگ بخش میستیک پوینت است که شاید در نگاه اول یادآور خانه ارواح باشد اما در اصل خانهٔ مردی به نام لرد هنری در وسط جنگلی اسرار آمیز است.

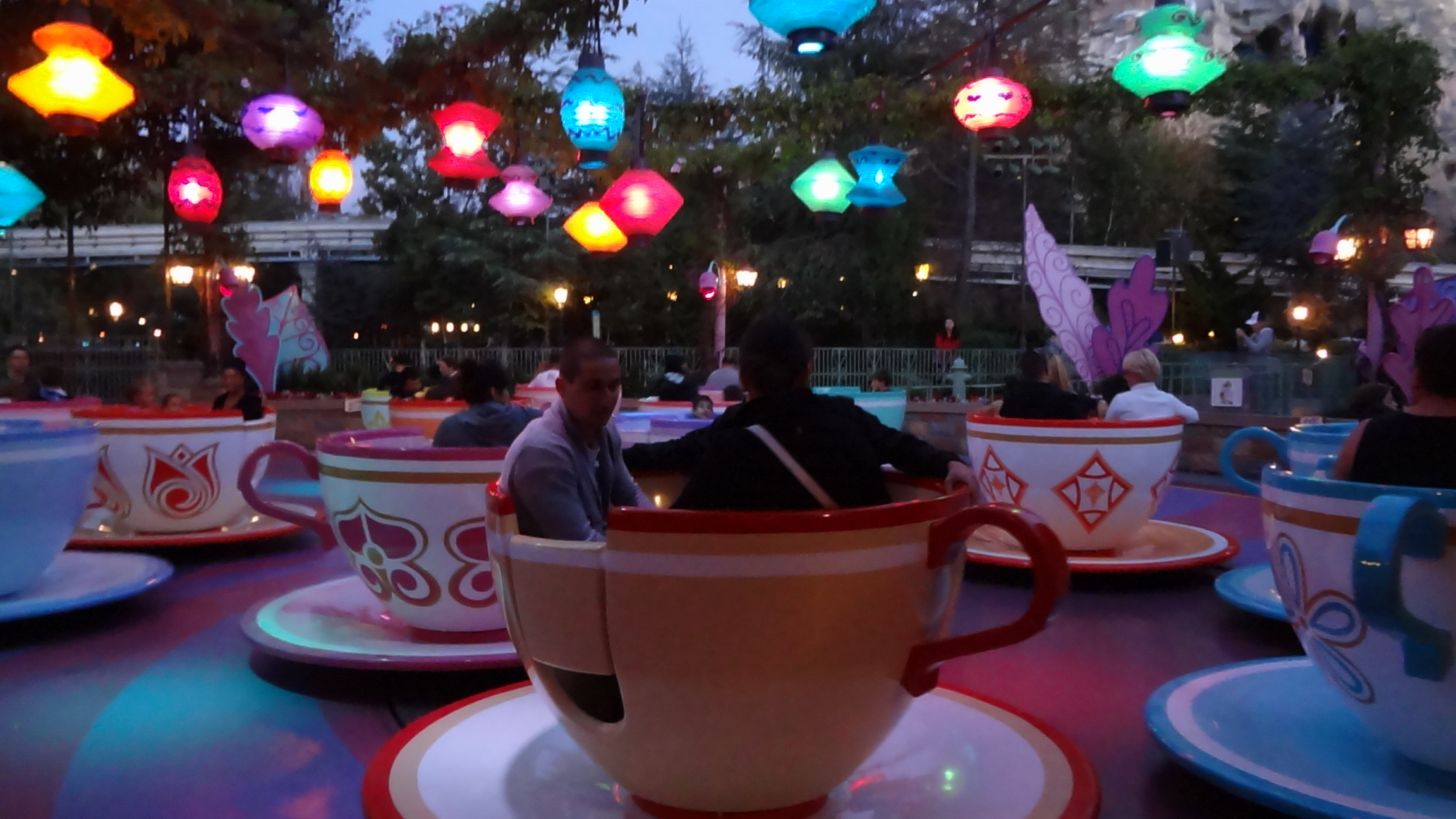

قیمت بلیت ورودی برای بزرگسالان ۷۰ دلار و برای کودکان ۵۰ دلار است که می‌توان از باجهٔ فروش بلیت آن‌ها را تهیه کرد.
این پارک در اواسط سال ۲۰۱۶ افتتاح شد. این پارک در منطقه پودونگ قرار دارد. تیم‌های این پارک همچون سایر پارک‌های دیزنی شامل ادونچر لند، تومارو لند، فنتسی لند، دیسکاوری لند و سایر قسمت‌هایی که پیش‌تر اشاره شد است.
علاوه بر باقی کرکترهای موجود در دیزنی لند که شامل شخصت کارتون‌های فروزن، سیندرلا، سفید برفی است؛ بیمکس که شخصیت مشهور داستان ابر قهرمان است نیز در این‌جا حضور دارد.
با وجود همهٔ این امکانات دیزنی لند شانگهای، دو هتل برای اقامت مهمانان دارد و شرایط برای رقم زدن شبی رؤیایی برای آنان را مهیا کرده‌است.
علاوه بر جاذبه‌ها، دیزنی‌لند سرگرمی‌های زنده را در سراسر پارک فراهم می‌کند. بیشتر تفریحات ذکر شده به صورت روزانه ارائه نمی‌شوند، بلکه فقط در روزهای انتخابی هفته یا دوره‌های انتخابی سال ارائه می‌شوند. بسیاری از شخصیت‌های دیزنی را می‌توان در سراسر پارک یافت که به بازدیدکنندگان خوش‌آمد می‌گویند، با کودکان تعامل کرده و عکس می‌گیرند. برخی از شخصیت‌ها مناطق خاصی دارند که در آن طبق برنامه‌ریزی ظاهر شوند، اما می‌توان آنها را سرگردان نیز یافت. از برخی از کمیاب‌ترین شخصیت‌ها می‌توان به خرگوش (از وینی د پو)، مکس، موشو و مأمور پی اشاره کرد.
تمام پرنسس‌های دیزنی برای رویدادهای ملاقات و احوال‌پرسی در استراحتگاه دیزنی‌لند در کالیفرنیا در دسترس هستند. منطقه فانتزی فیر در دیزنی‌لند به‌طور رسمی در ۱۲ مارس ۲۰۱۳ به عنوان خانه دائمی پرنسس‌های دیزنی افتتاح شد که متشکل از یک تالار سلطنتی، یک تئاتر سلطنتی، گاری غذای موریس و یک فروشگاه هدیه گنجینه‌های افسانه‌ای است. پرنسس‌ها را نیز می‌توان در کتاب‌داستان غذای پرنسس در اپکات پیدا کرد. در ۱۸ سپتامبر ۲۰۱۳، یک جاذبهٔ جدید ملاقات و احوالپرسی به نام تالار افسانه‌ای پرنسس در پادشاهی جادویی افتتاح شد.

## در دیگر نقاط جهان
سه مکان دیگر در جهان نیز به نام‌های دیزنی‌لند شانگهای در چین و دیزنی‌لند پاریس در فرانسه و دیزنی لند هنگ کنگ وجود دارد.

## سرزمین‌ها
سرزمین‌های دیزنی‌لند

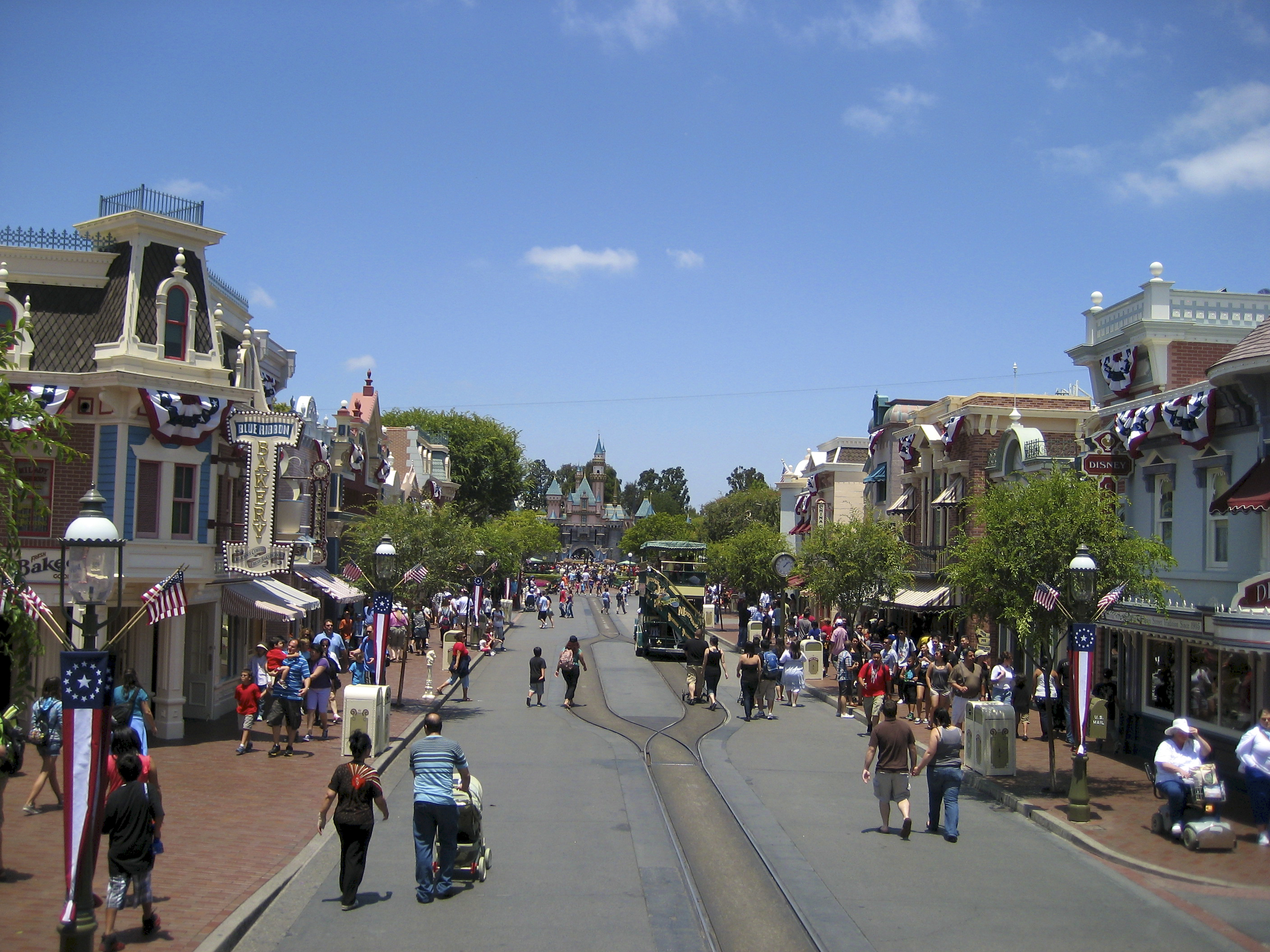
خیابان اصلی، ایالات متحده آمریکا[پ] (۲۰۱۰)
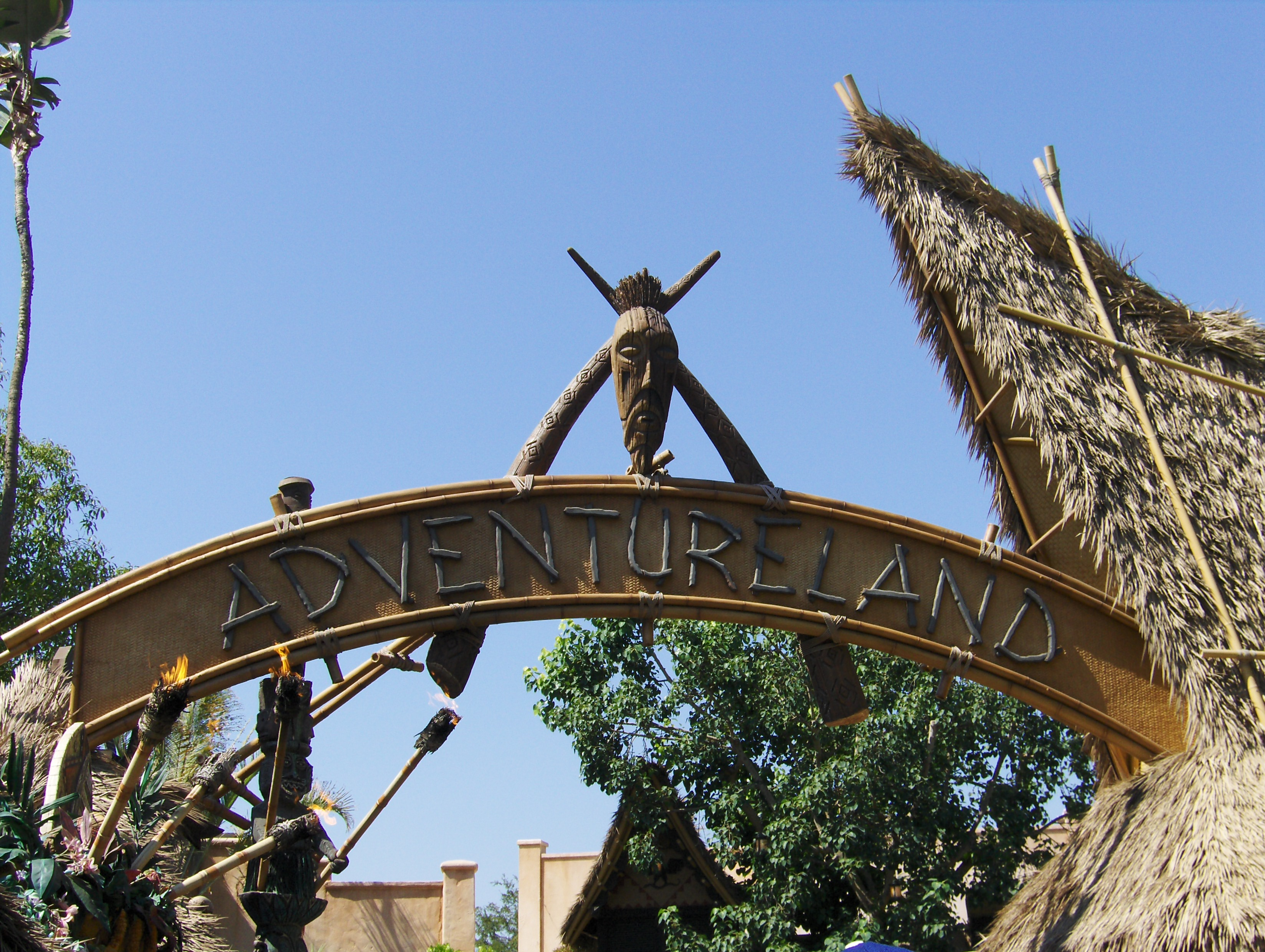
سرزمین ماجراجویی[ت] (با مضمون نمایی از ماجراجویی دهه ۱۹۵۰، با استفاده از تیکی کرا پس از جنگ)
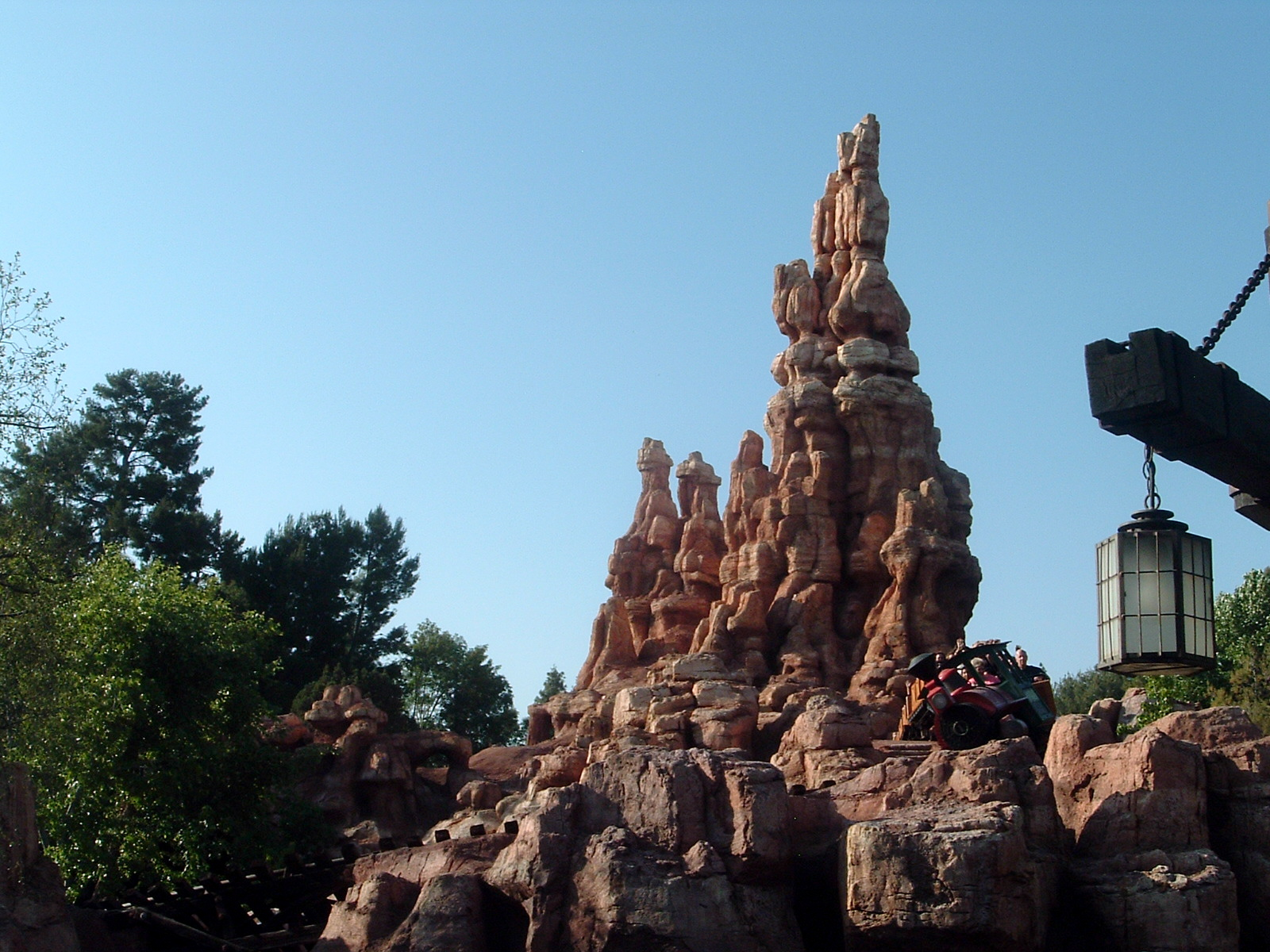
سرزمین مرزی[ث] (راه آهن بزرگ تندر در سال ۲۰۰۸)
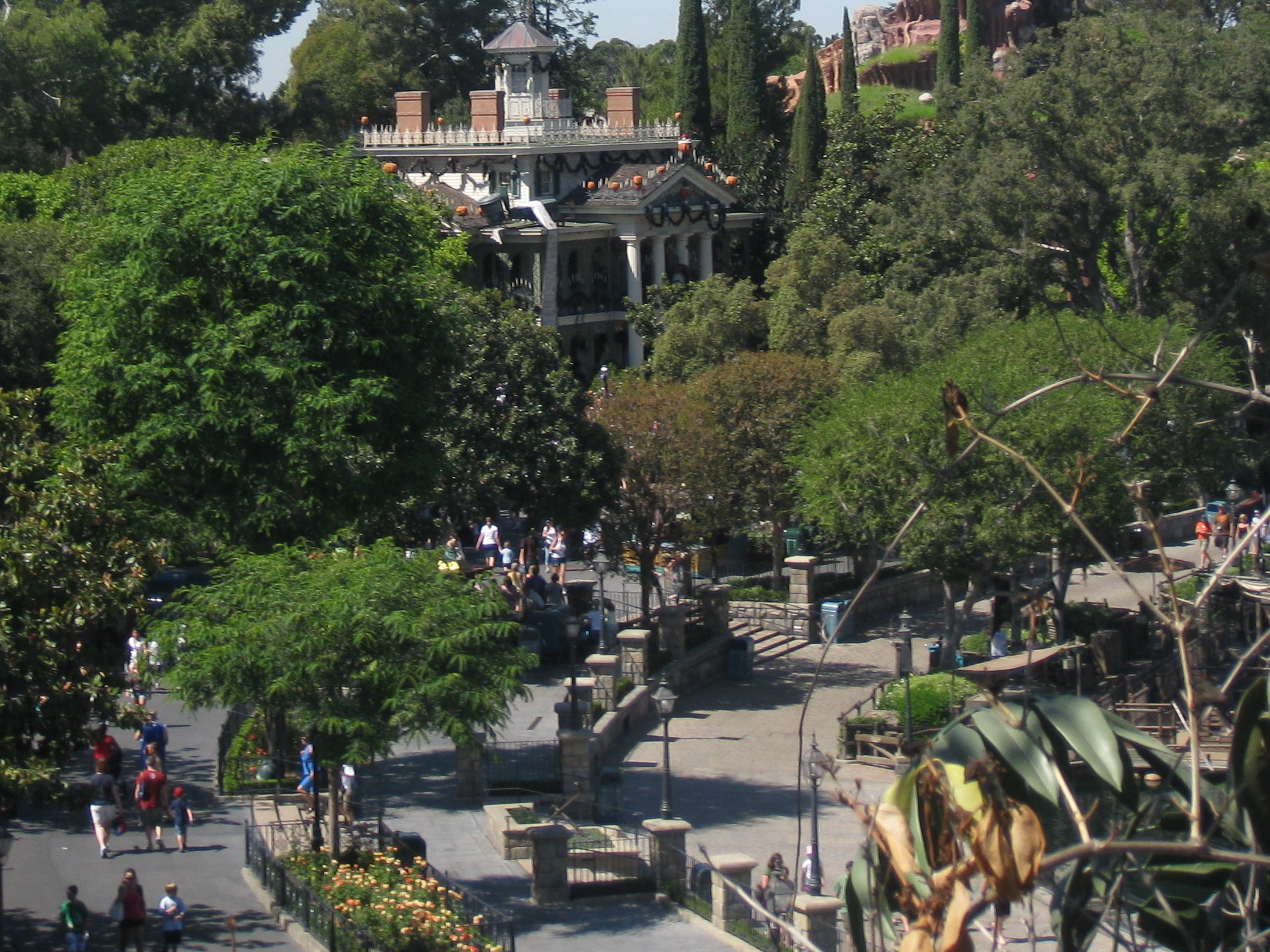
میدان نیواورلئان[ج] (منطقه تماشای عمارت خالی از سکنه و فانتاسمیک! در سال ۲۰۱۰)
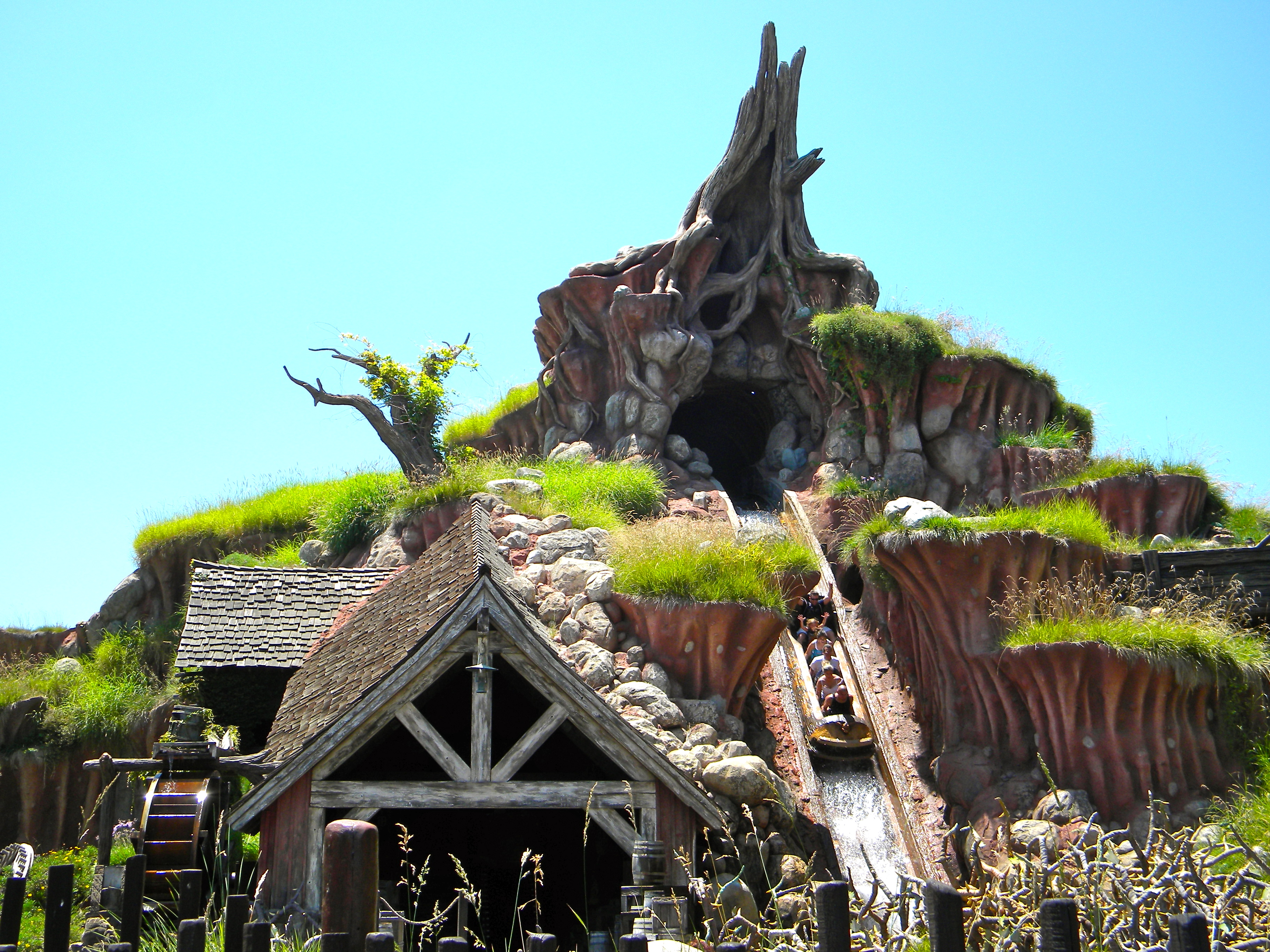
کشور مخلوق[چ] (کوه‌های اسپلش در ۲۰۱۰)
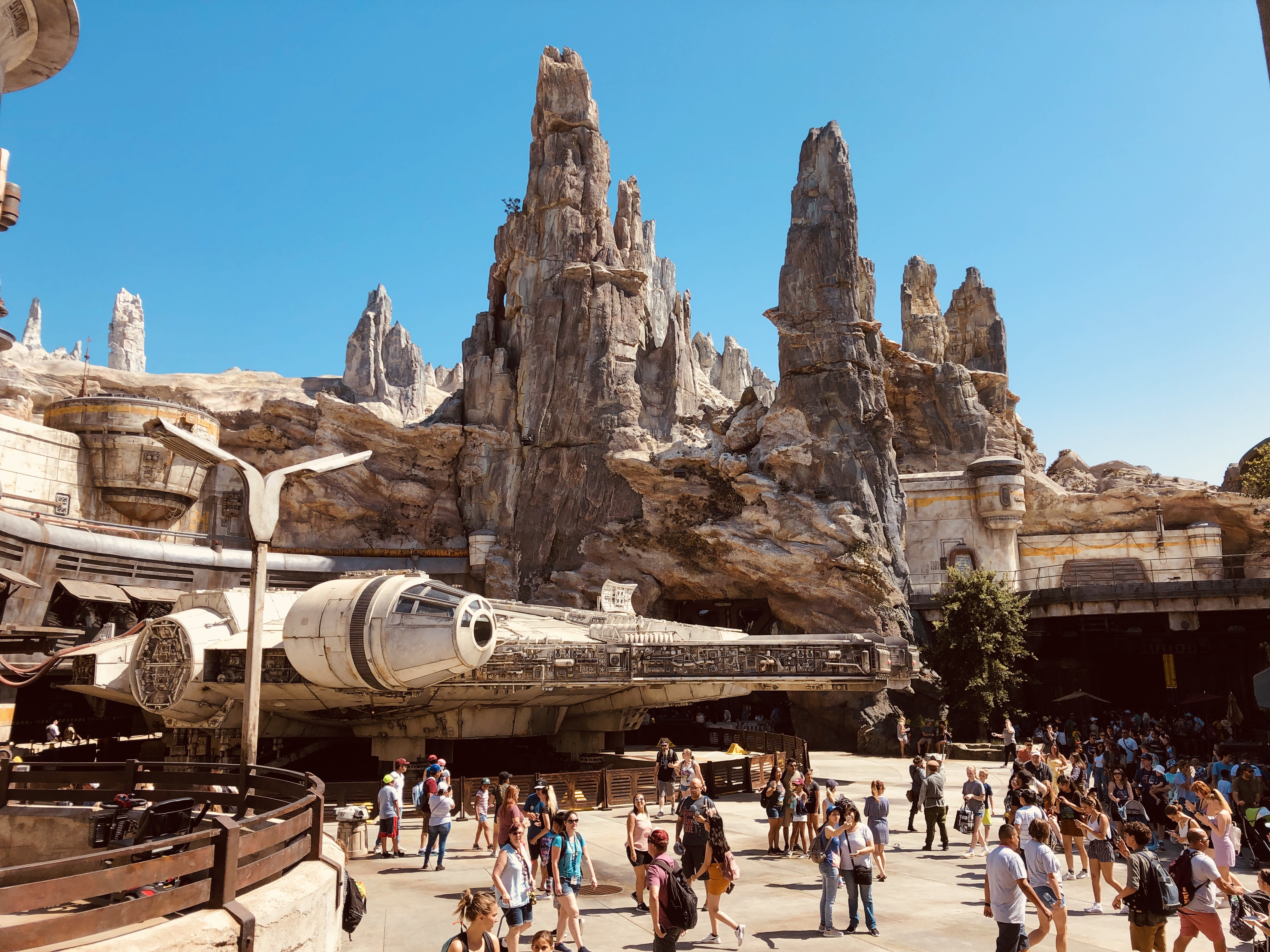
جنگ ستارگان: لبه کهکشان[ح] (جنگ ستارگان: هزاره فالکون – قاچاقچیان در ۲۰۱۹)
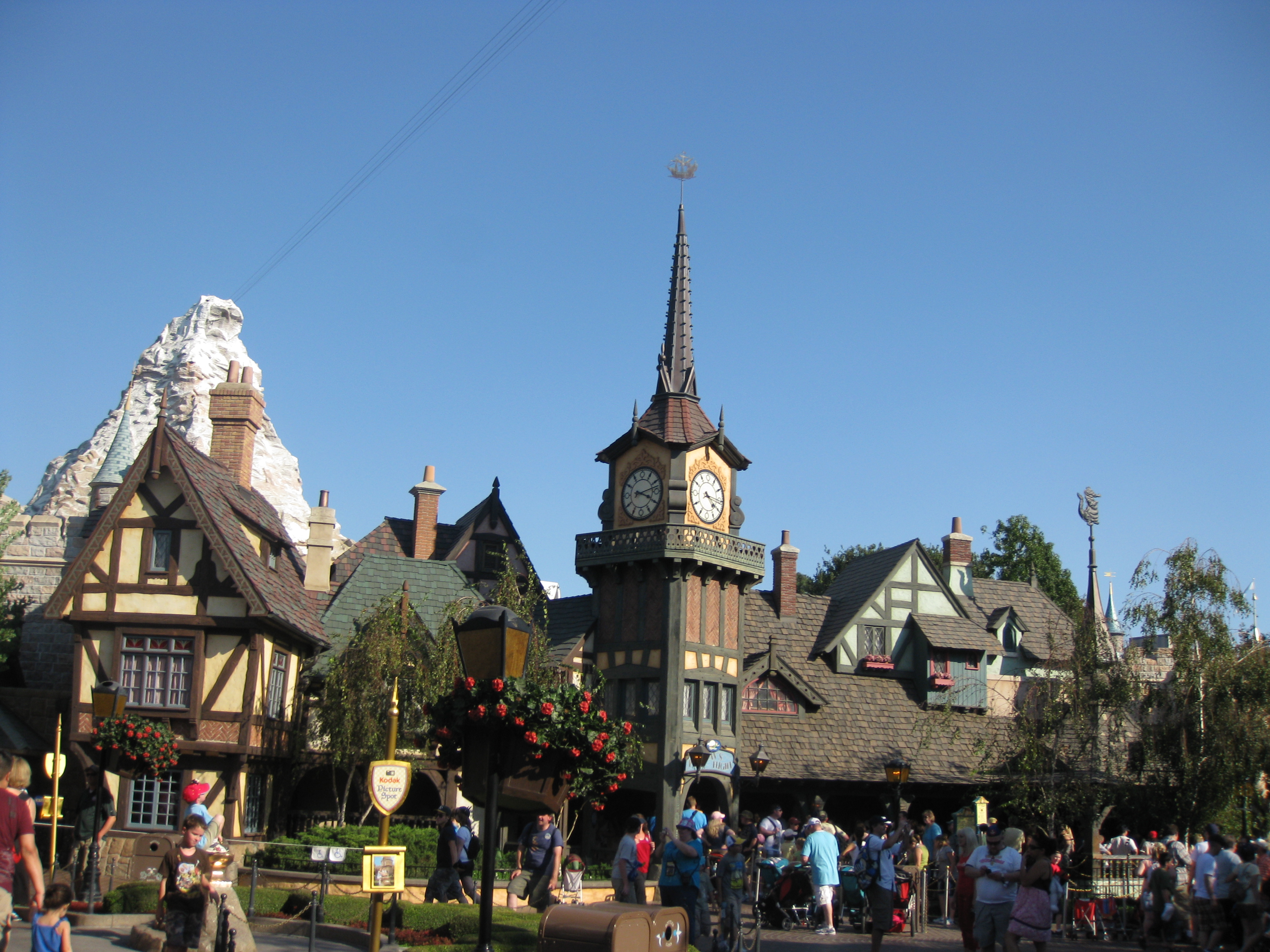
سرزمین عجایب[خ] (پرواز پیتر پن و بابل‌های ماترهورن)
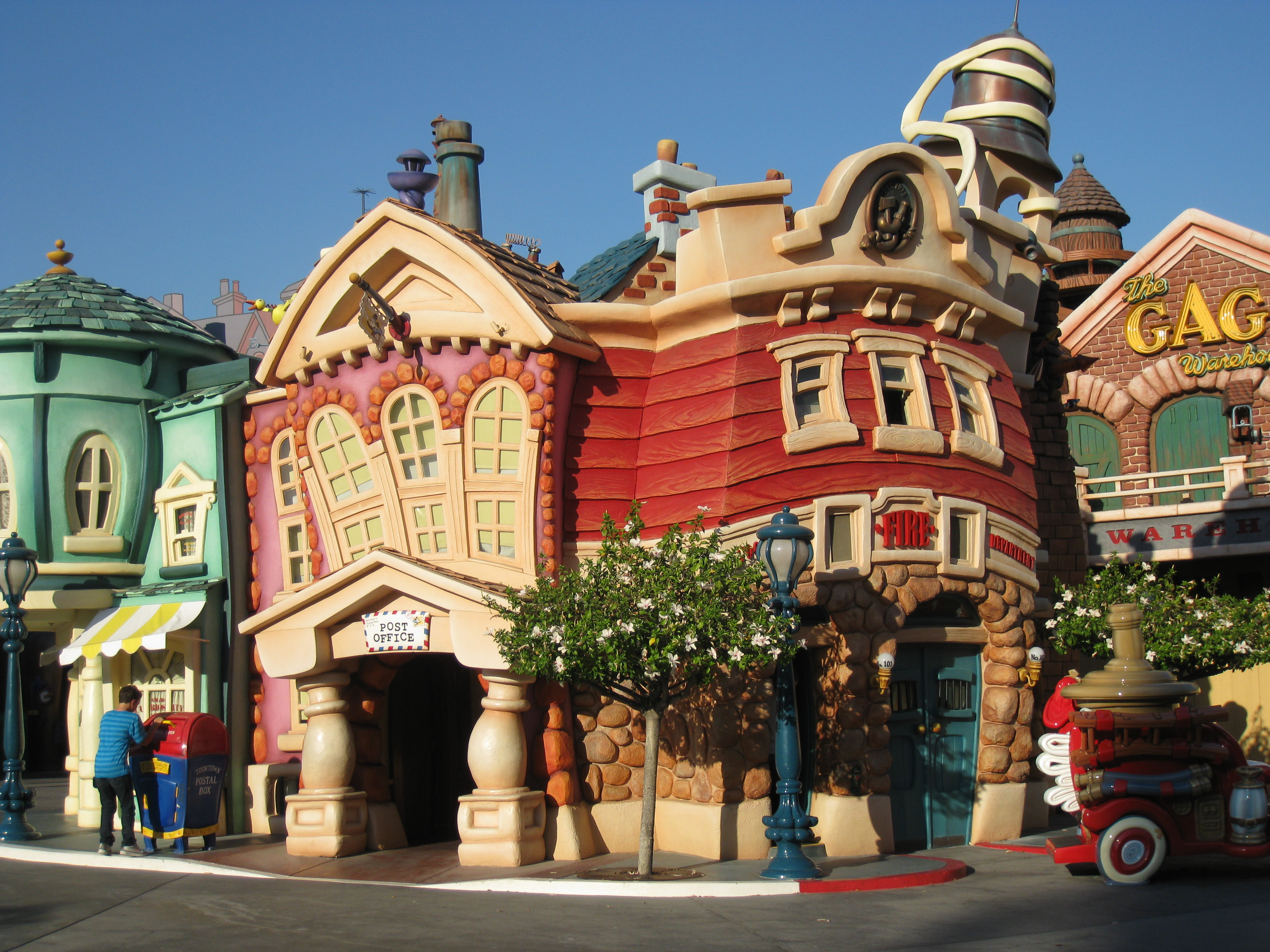
میکی تون تاون[د] (۲۰۱۰)
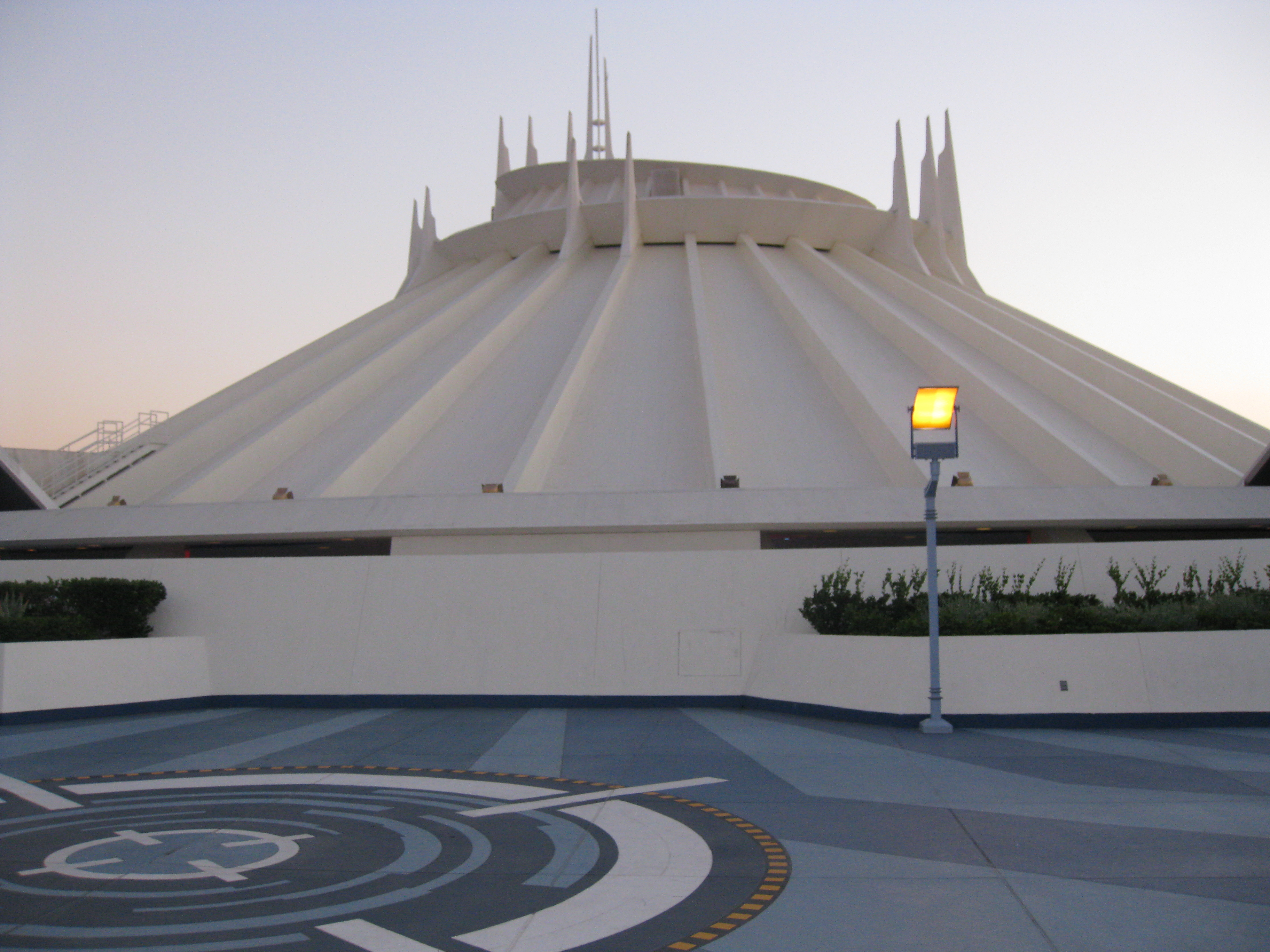
سرزمین فردا[ذ]
(اسپیس ماونتین در ۲۰۱۰)

## یادداشت
1. ↑  Fantasy Faire
2. ↑  Princess Fairytale Hall
3. ↑  Main Street, U.S.A.
4. ↑  Adventureland
5. ↑  Frontierland
6. ↑  New Orleans Square
7. ↑  Critter Country
8. ↑  Star Wars: Galaxy's Edge
9. ↑  Fantasyland
10. ↑  Mickey's Toontown
11. ↑  Tomorrowland